# Hammer (Sulzbach an der Murr)
Hammer (früher auch Siebersbacher Sägmühle) ist eine ehemalige Hammerschmiede und Sägemühle sowie ein Wohnplatz der Gemeinde Sulzbach an der Murr im baden-württembergischen Rems-Murr-Kreis.

## Lage
Der Wohnplatz liegt rechtsseits der Lauter kurz nach dem Zufluss der Winterlauter und etwa 3,8 Kilometer nordwestlich der Ortsmitte von Sulzbach. Der kleine Ort umfasst lediglich vier Hausnummern. Umliegende Orte sind Dauernberg im Norden, Siebersbach im Osten, Wilhelmsheim im Südwesten und Bernhalden im Nordwesten, der nächste von allen just oberhalb der Winterlautermündung.

## Geschichte
Im Jahre 1858 ließ Friedrich Röger eine Hammerschmiede an der Stelle des heutigen Wohnplatzes errichten. 1859 wurde der Betrieb durch eine Schleifmühle ergänzt. Später fiel die Anlage an den Schmied Weber, danach an Fräulein Schröder aus Baden. Um 1873 verfügte das Hammerwerk über ein Wasserrad und einen Schmelzofen. Ein weiteres Wasserrad wurde später ergänzt. Um 1908 wurde die Anlage nur noch als Sägemühle genutzt; im Zuge des Umbaus wurden Schleifmühle und Hammerwerk entfernt. Seit 1922 wurde die Sägmühle mit einer Francis-Turbine betrieben. 1933 wurde das Anwesen von dem Unternehmer Friedrich Trefz erworben, der eine Werkstatt einrichtete. Trefz widmete sich der Herstellung sogenannter Trefz-Turbinen. Nach seinem Tode wurde die Herstellung von Turbinen eingestellt und das Anwesen veräußert; das Wassernutzungsrecht ist 1964 erloschen.